# پوزور-آشور دوم
پوزور-آشور دوم (همچنین به صورت پوزور-آسور دوم رونویسی می‌شود) پادشاه (ایشیاک آشور، "کارگزار آشور ") در دوره آشور قدیم ح. ۱۸۸۰ تا ۱۸۷۳ پیش از میلاد بود. پوزور-آشور دوم هم پسر و هم جانشین سارگون یکم بود. به دلیل سلطنت طولانی پدرش، پوزور-آشور دوم در سن بسیار بالایی به سلطنت رسید، به طوری که یکی از پسرانش به نام ایلی-بانی یازده سال قبل از به سلطنت رسیدن پوزور-آشور دوم، به عنوان شاهد در یک قرارداد (و بنابراین به عنوان یک مرد بالغ) حضور داشت. بعد فوت پوزور-آشور دوم، پسرش نارام-سین جانشینش شد. در زیر فهرستی از نه مقام منتخب سالانه " لیمو " ("همنام") از سال الحاق پوزور-آشور دوم، " وکلوم " ("ناظر")، در لیموی آشور-ایدین (پسر شولی) تا مرگ پوزور-آشور دوم در تاریخ الیمو پوزور-آشور، بر اساس تاریخ عمورای عنایا (پسر) از تاریخ‌های پیش از میلاد بر اساس تاریخ ۱۸۳۳ پیش از میلاد برای خورشیدگرفتگی ثبت‌شده در لیمو پوزور-ایشتار است: 